# Michael Wuertz (arbitre)
Michael Wuertz est un ancien arbitre américain de soccer des années 1960 et 1970. Il reçut en 1998 le "Eddie Pearson Award Winner", titre récompensant sa carrière d'arbitre.

## Carrière
Il a officié dans une compétition majeure : 
- JO 1972 (1 match)